# Guayaquila fasciata
Guayaquila fasciata är en insektsart som beskrevs av Dietrich. Guayaquila fasciata ingår i släktet Guayaquila och familjen hornstritar. Inga underarter finns listade i Catalogue of Life.